# Otto Klein (Mediziner)
Otto Klein (geboren am 23. August 1891 in Pilsen, Böhmen; gestorben am 19. April 1968 in Buenos Aires) war ein Mediziner und Hochschullehrer, der aufgrund seiner Anwendung der durch Werner Forßmann entwickelten Rechtsherzkatheterisierung zur Messung des Blutdrucks und des Sauerstoffgehalts des Herzbluts an Patienten mit Lungenerkrankungen zu den Pionieren dieser Technik zählt. Als Jude musste Klein nach dem Münchener Abkommen 1938 seinen Lehrstuhl an der Karl-Ferdinands-Universität in Prag infolge der Machtübernahme der Nationalsozialisten niederlegen. Nach der „Zerschlagung der Rest-Tschechei“ durch die Nationalsozialisten floh Klein 1939 nach Argentinien.

## Leben und Werk
Otto Klein wurde 1891 in Pilsen geboren, wo er nach der Volksschule das Prämonstratenser-Gymnasium besuchte und 1910 die Matura ablegte. Er studierte  zuerst an der Fakultät für Medizin in Bern Schweiz, danach an der Deutschen Universität Prag, der heutigen Karls-Universität Prag, Medizin und wurde dort 1915 zum Dr. med. promoviert. Während des Ersten Weltkriegs diente er als Arzt bei der Österreichischen Armee für zweieinhalb Jahre an der Ostfront, bis er als Leiter des Militärkrankenhauses an die italienische Front in Piave ging. 1919 begann er seine akademische Karriere an der 2. Klinik des Universitätskrankenhauses Prag.
1930 publizierte Klein nur wenige Monate nach dem Selbstversuch des Mediziners Werner Forßmann zur Rechtherzkatheterisierung unter dem Titel Zur Bestimmung des zirkulatorischen Minutenvolumens beim Menschen nach dem Fickschen Prinzip. (Gewinnung des gemischten venösen Blutes mittels Herzsondierung) seine Ergebnisse klinischer Untersuchungen, bei denen er nach der von Forßmann publizierten Methode den Herz-Blutdruck und die Sauerstoffkonzentration im Herzblut bei Lungenpatienten bestimmte. Klein arbeitete zu dieser Zeit als Privatdozent in der Arbeitsgruppe von Wilhelm Nonnenbruch, der Kleins Arbeiten skeptisch gegenüberstand und sie nicht weiterführen ließ. Klein reiste unter anderem nach Boston, wo er die amerikanischen Ärzte von den Vorteilen seiner Methode überzeugen wollte, war damit jedoch nicht erfolgreich.
Neben den Arbeiten zur Herzkatheteruntersuchung arbeitete und publizierte Klein zum Wasserhaushalt, zur Blutzuckerregulation, zum Diabetes mellitus, zu Nierenerkrankungen und in anderen Bereichen. 1933 wurde er ordentlicher Professor der Karl-Ferdinands-Universität. Nach der Machtübernahme der Nationalsozialisten musste Klein 1938 seinen Lehrstuhl niederlegen, da er Jude war. Nach der „Zerschlagung der Rest-Tschechei“ durch die Nationalsozialisten floh Klein 1939 nach Argentinien.
In Argentinien arbeitete Klein im Durand-Krankenhaus in Buenos Aires. 1951 ging er aufgrund von Gesundheitsproblemen durch eine rheumatische Erkrankung in den Ruhestand. Danach besuchte er Wien und beschäftigte sich mit dem Komponisten Johannes Brahms. 1964 besuchte er Prag und nahm an dem dortigen Europäischen Kongress für Kardiologie teil. 1968 starb Klein in Buenos Aires. Er war verheiratet mit Frieda de Klein, die Ehe blieb kinderlos.

## Veröffentlichungen
- Zur Bestimmung des zirkulatorischen Minutenvolumens beim Menschen nach dem Fickschen Prinzip. (Gewinnung des gemischten venösen Blutes mittels Herzsondierung). Münchener Medizinische Wochenschrift, 77. Jahrgang, 1. August 1930; S. 1310–1352.